# Triopsidae
La de los triópsidos (Triopsidae) es una familia de crustáceos de la clase de los branquiópodos, la única comprendida en el orden de los notostráceos.

## Taxonomía

### Descripción
La familia fue descrita en 1909 por el geólogo alemán Konrad Keilhack, en un trabajo publicado en Brauer's Süsswasserf. Deutschl. 10: 7.

### Etimología
El nombre Triopsidae está formado por la adición al nombre de su género tipo, Triops, el sufijo del latín científico -ĭdae, propio de los nombres de las familias de animales.

### Géneros
La familia comprende tan solo dos géneros:
- Lepidurus Leach, 1819
- Triops Schrank, 1803

## Características
Ambos géneros se consideran fósiles vivientes, ya que existen formas similares desde el Devónico. 
El cuerpo está formado por tres tagmas: céfalon, tórax y pleon; los dos primeros y parte del pleon están cubiertos por un caparazón dorsal, ancho y plano, en forma de escudo, que oculta la cabeza. Este caparazón los hace inconfundibles y recuerdan un poco a los cangrejos de herradura (orden de los xifosuros, de la clase de los merostomados), animales marinos de mucho mayor tamaño.
Tienen un par de ojos compuestos, sésiles, y uno más naupliano. El abdomen es largo, parece segmentado y lleva numerosos pares de patas aplanadas. El tórax consta de 11 segmentos, cada uno con un par de apéndices (toracópodos) de tipo filopodial, es decir, aplanados, foliáceos y lobulados. El pleon consta de 13 a 33 segmentos, con 29 a 52 pares de apéndices (pleópodos), de estructura similar a los toracópodos. El telson posee un par de cercos anillados muy largos. 
La plasticidad fenotípica entre los táxones dificulta la identificación a nivel de especie, y se ve agravada aún más por la variación en el modo de reproducción. 
Son omnívoros que viven en el fondo de pozas temporales y lagos poco profundos. 